# Simulium ambiguum
Simulium ambiguum es una especie de insecto del género Simulium, familia Simuliidae, orden Diptera.
Fue descrita científicamente por Shiraki en 1935.